# Zwartborstwaaierstaart
De zwartborstwaaierstaart (Rhipidura matthiae) is een zangvogel uit de familie Rhipiduridae (waaierstaarten). Het is een voor uitsterven gevoelige, endemische vogelsoort op de Bismarck-archipel. De vogel werd door Oskar Heinroth in maart 1901 op het eiland Mussau (Sint-Matthias-eilanden) verzameld en later door hem geldig beschreven.

## Kenmerken
De vogel is 15 cm lang. Het is een waaierstaart met een zwarte kop met een grote witte vlek op de kruin, zwart rond het oog met een witte keelvlek en een zwarte borst en lichtbruine flanken. Van boven is de vogel egaal roodachtig bruin. De onderbuik is wit. De poten zijn donker blauw tot donker leigrijs en de snavel is zwart. Er is geen verschil in het verenkleed tussen mannetje en vrouwtje.

## Verspreiding en leefgebied
De vogel komt alleen voor op het eiland Mussau (400 km²), onderdeel van een eilandengroep ten noordwesten van Nieuw-Ierland (Papoea-Nieuw-Guinea). Het leefgebied bestaat uit de ondergroei in gedegenereerd oerbos en langs bosranden en open plekken.

## Status
De omvang van de populatie is niet gekwantificeerd. De vogel komt nog betrekkelijk algemeen voor op het eiland, maar grootschalige ontbossingen in het gebied maken op den duur de vogel gevoelig voor uitsterven, omdat de soort alleen op dit kleine eiland voorkomt.